# Spirit 4G
Spirit 4G는 LG전자에서 미국에 출시한 보급형 스마트폰이다.

## 주요 사양
- CPU : 1.2Ghz 듀얼코어프로세서
- 디스플레이 : 4.5인치 qHD 디스플레이
- OS : 안드로이드 4.0 아이스크림샌드위치
- 램 : 1GB LP DDR2
- 카메라 : 전면: 1.3MP / 후면: 5MP
- 배터리 : 2,150mAh
- LTE지원